# تل أبو طبيرة
تل أبو طبيرة هو موقع أثري قديم في الشرق الأدنى يقع على بعد حوالي 7 كيلومترات جنوب الناصرية الحديثة في محافظة ذي قار بالعراق، بالقرب من نهر الفرات وبحيرة الحمار. وتقع على بعد حوالي 15 كيلومتراً شرق مدينة أور الأثرية. تعود البقايا الموجودة في الموقع بشكل رئيسي إلى فترات الأسرات المبكرة والأكدية وأور الثالثة. يقع موقع تل أحيمر الصغير والمدمر إلى حد كبير الآن في الألفية الثالثة قبل الميلاد على بعد حوالي كيلومتر واحد إلى الشمال الغربي. خلال فترة احتلال تل أبو طبيرة في الألفية الثالثة قبل الميلاد، امتد الخليج العربي إلى الشمال بكثير وكان الموقع يتمتع ببيئة مستنقعية مالحة. إن الأجزاء القليلة من الألواح المسمارية التي عثر عليها حتى الآن تالفة للغاية بحيث لا يمكن قراءتها. لا يزال الاسم القديم للموقع غير معروف.

## الآثار
تبلغ مساحة الموقع، وهو دائري تقريبًا، حوالي 45 هكتارًا ويبلغ أقصى ارتفاع له 4.3 مترًا (القطاع الشمالي الشرقي) ويقسم إلى أربعة قطاعات بواسطة قنوات مائية قديمة، في المقام الأول قناة قديمة تمر من الشمال الغربي إلى الجنوب الشرقي وتغذي الميناء في المنطقة 5. تضم هذه القنوات الآن طرقًا حديثة، أحدهما يمتد من الشمال إلى الجنوب والآخر من الشمال الغربي إلى الجنوب الشرقي. لقد تم إزعاج السطح شديد الملوحة بسبب الخنادق والحفر العسكرية والمقابر واستغلال النفط والغاز (بما في ذلك خط أنابيب يمتد من الشمال إلى الجنوب عبر الموقع). الجزء الشمالي الغربي من الموقع مفقود تمامًا بسبب استغلال التربة للاستخدام الصناعي.
في عام 2008، كجزء من برنامج بين الوكالات الإيطالية والعراقية، تم إجراء مسح قصير للموقع كجزء من برنامج تعليمي مع جامعة ذي قار، مما أدى إلى توقيع تصريح التنقيب في عام 2010، تحسبا للنمو المستقبلي في التنقيب عن النفط والنمو المتوقع للناصرية في تلك المنطقة. وفي عام 2011، أجري مسح أطول. منذ عام 2012، يقوم فريق مشترك من علماء الآثار الإيطاليين والعراقيين بقيادة فرانكو داغوستينو بالتنقيب في تل أبو طبيرة. في الموسم الأول، حفر ثلاثة خنادق، وذلك بشكل أساسي لفحص مبنى كبير في المنطقة الجنوبية الشرقية كما يظهر في الصور. كما نقب في مقابر العصر الأكدي وأواخر عصر الأسرات المبكرة. أحد مقابر العصر الأكدي (القبر 100)، في المنطقة 2، يعود تاريخه إلى منتصف الألف الثالث قبل الميلاد، وكان يتمتع بمكانة عالية على أساس المقتنيات الجنائزية. وشملت الاكتشافات ثلاث أواني برونزية وأدوات نظافة وثلاث حبات من العقيق من وادي السند. وتضمن أحد القبور هيكلًا عظميًا كاملاً للكلب، ونموذجًا لقارب من الطين، وجرة برأس ثور منمق. الموسم الثاني، أيضًا في عام 2012، استمر 23 يومًا فقط بسبب الظروف الجوية. و قاموا بفحص المزيد من القبور باستخدام تاريخ الكربون المشع المعاير 2470-2295 قبل الميلاد المحدد لأحدها و2575-2290 قبل الميلاد لآخر. استمر العمل في الهيكل المذكور في الصور (المبنى A)، والذي يتكون من ثلاث مراحل، ويتوسطه فناء مساحته 80 مترًا مربعًا، ومقطع بواسطة مقابر متعددة. في المرحلة الأولى كان الفناء يحتوي على تنور عثر فيه على 3 أكواب. وشملت الاكتشافات هناك إزميلًا من سبائك النحاس وعجلة فخارية كبيرة مثقبة. في موسم 2013 عثر على مدفن للخيول. أظهر تحليل الحمض النووي أن والد الأم كان حمارًا. استمرت أعمال التنقيب في المواسم التالية مع التركيز على القطاع الجنوبي الشرقي مع المبنى A الذي تبلغ مساحته 600 متر مربع والمقابر التي تقطعه (المنطقة 1). في الموسم السابع فتحت المنطقة 6 على أعلى نقطة في التل، القطاع الشمالي الشرقي، من خلال توسيع الخنادق العسكرية العراقية. وعثر على قطعتين من الطوب المنقوشتين لحاكم أور الثالث أمار سين (حوالي 2046-2037 قبل الميلاد). فتحت المنطقة 5 في الشمال الغربي، التي تضررت بشدة من النشاط الأخير، لاستكشاف منطقة الميناء. كان للميناء، مع الأسوار والأرصفة، حوض مركزي مساحته 400 متر مربع وتم عمل آبار لاستكشاف تاريخه.
ركز الموسمان الثامن والتاسع (2018 و2019) بشكل أساسي على علم الآثار الجيولوجية. كشفت التنقيبات عن بعض القبور (المنطقة 6) التي تعود إلى أوائل الألفية الثانية قبل الميلاد. عثر في أحد القبور ال
منهوبة في العصور القديمة على ختم من الحجر الأخضر الفاتح يعود إلى العصر البابلي القديم.
في المنطقة 2 عثر على المبنى B والمبنى C.

## التاريخ
احتل الموقع من فترة جمدة نصر حتى فترة أور الثالثة. جاء الاحتلال الكبير خلال فترتي الأسرات المبكرة والأكدية، مع وجود أقل بكثير في فترة أور الثالثة. يبدو أن المدينة كانت بمثابة ميناء ومركز تجاري مرتبط بأور في النصف الأخير من الألفية الثالثة قبل الميلاد. خلال هذه الفترات كانت المدينة على بعد حوالي 30 كيلومترا من الخليج. وقد لاحظ المنقبون كمية صغيرة من بقايا العصر البابلي القديم.